# 拉丁公民权
拉丁公民权（拉丁語：ius Latii，或）是罗马人给予被征服地区人的一种介于完整的罗马公民和无公民权者（外来者或外乡人）之间的公民权，因最早授予拉丁人而得名。拉丁公民权最重要的内容包括：
- 交易权（拉丁語：commercium）：允许有拉丁公民权者在任何拉丁城市拥有土地，且可以与该城市的公民缔结拥有法律强制力的合同。
- 通婚权（拉丁語：conubium）：允许有拉丁公民权者与其他任何拉丁城市中的居民合法结婚。
- 迁徙权（拉丁語：ius migrationis）：允许有拉丁公民权者获得任何其他任何拉丁城市的公民权，只要他在该城永久定居。

## 起源
在拉丁战争（前340-338年）中，拉丁同盟（一个由30个左右的拉提姆平原上的城镇组成的联盟）被罗马击败并为后者所解散。四个最近的城镇被并入罗马，并被赋予完全的罗马公民权，两个基本保持了至少是形式上的独立。其他拉丁城镇被许诺保留以前的地位的同时，只允许其和罗马签约而不得互相签约。这类城市的男性居民（女性没有公民权）被赋予了一种有别于罗马公民权的全新身份。与完整的罗马公民权相比，它是一种没有罗马的选举权和参政权的公民身份，但是其余所有罗马公民享有的“私权”都被完整保留了下来。
这在当时是一种“双赢”的安排：对于战败的拉丁人而言，由于必须到罗马的公民大会现场才能参加选举，因此缺少“公权”的拉丁公民权与罗马公民权并没有实质区别，因而也乐意接受；对于罗马人而言，它能确保罗马人对这些地区的有效统治，还能在战时向其征召辅助兵种并分摊费用，还能确保罗马人在当地随意享有自身的公民权。
随后，部分拉丁同盟所建立的殖民地也被授予拉丁公民权，并且这样的殖民地数目不断增加，在前171年扩展到了意大利以外，位于西班牙的卡尔提亚。

## 帝国时期
随着凱撒和奥古斯都时期的急速扩张，拉丁公民权被更频繁的作为政治工具予以应用。拉丁公民权中最核心的部分是当地的市政官员在任期届满后能够获得罗马公民身份以及行省民在輔助軍團中服完役之後也能獲得羅馬公民權，确保当地精英阶层能够逐渐融入罗马人的生活和文化圈，并向罗马效忠。在公元123年，皇帝哈德良对拉丁公民权作出了一个关键的变更，这个所谓“扩大的”拉丁公民权（拉丁語：Latium maius）使得所有殖民地或行省的市政官员、城镇的十人委员会成员拥有了罗马公民身份。
拉丁公民权往往作为罗马帝国的礼物给予它所偏好的个人或者市镇，有时甚至是整个行省，例如74年，皇帝韦帕芗就曾给予整个西班牙以拉丁公民权。当然值得注意的是，这并不意味着获得拉丁公民权的地区就自动获得了地方自治。通常而言（包括在西班牙的这次），正式的地方自治法令往往在几年后才颁布。

## 拉丁公民权和罗马公民权
拉丁公民权是非罗马人获取完整的罗马公民权的一个中间步骤。在共和国时期，有拉丁公民权者拥有除投票权外罗马公民的大部分权利。此外，只有有公民权者才能在罗马参政或在罗马军队作为军团士兵服役（其他民族的人可以作为骑兵、弓箭手等“辅助部队”参战，并且罗马军队的“辅助部队”长期由外族组成）。在同盟者战争 (前91到88年)后，整个意大利都被赋予了罗马公民权，并且在恺撒和奥古斯都时期扩展到各个西部行省。最终在212年，皇帝卡拉卡拉颁布了安东尼努斯敕令，赋予帝国境内所有出生自由者以完整的罗马公民身份。由此，拉丁公民权的象征意义远远超过了其政治意义。

## 作用
和罗马颁布的一系列法律一样，作为一项有效且有百利而无一害的统治措施，拉丁公民权拉近了罗马人与非罗马人之间的距离，融洽了彼此的关系。特别是最初获得此身份的拉丁人，成了罗马人最可靠的盟友。在汉尼拔肆虐意大利期间，他一直想拉拢罗马在意大利的盟友。南部的许多城邦（主要是希腊城邦）虽然都投靠了汉尼拔，但是整个意大利中部还有南部的几个拉丁城邦却没有因罗马一而再，再而三的失利而抛弃罗马。
和希腊人相比，罗马人的做法更聪明。希臘人为了保持城邦公民的纯粹血统，不容任何外族血统渗入的狭隘做法，断送了雅典和斯巴达的繁荣，同时还加速了其灭亡。在雅典共和国最繁荣的时期，公民总数却从30,000降至21,000。而罗马人跳出了城邦制狭隘的政治框架，发展了一种在整个帝国范围内通用的法律和公民制度。正如维吉尔指出的那样，希腊人也许是更优秀的雕塑家、雄辩家和思想家，但只有罗马人才懂得如何统治一个帝国。